# Asacu
Os Asacu (em acádio: Asakku; em sumério: Asag), na mitologia babilônica, ou Asague, na mitologia suméria, eram um tipo de demônio mesopotâmico, com espírito malévolo e monstruoso. Quando tinham espírito benévolo, se clasificavam como Utucu. 

## Etimologia
O nome Asacu é similar à conotação hebraica תרם e, de acordo com o Malamate, a pessoa que devora um Asacu é contaminada por ele e depois sido morta pela ofensa.

## Mitologia
Os demônios Asacu atacavam e matavam aos seres humanos, especialmente por meio da febre e do enfraquecimento. São mencionados em poemas com enumeração de enfermedades e se definem como Asague, um demônio monstruoso a quem o deus Ninurta/Ninguirsu derrotou utilizando a clava mística Sharur. Entre outros tipos de demônio estavam os Edimu.
A literatura de encantamentos é muito ampla entre os sumérios e os babilônios. Os conjuros sumérios tem sobrevivido, em forma monolíngue em sua maioria, em transcrições babilônicas antigas as que, mais tarde, se acrescentaram traduções acadianas. Os textos sumérios de exorcismos demoníacos foram recompilados em um grande grupo de seres, Udugue/Utucu e Asague/Asacu. Existem também conjuros dirigidos contra feitiços.
Durante o período assírio, e uma espécie de demônio, também são encontrados nos textos, como em uma carta de Assaradão, um "Asacu", como um monstro mitológico.